# Бекрукс
Бекрукс или Мимоза (Бета Южного Креста; β Cru / β Crucis / Beta Crucis) — вторая по яркости звезда созвездия Южный Крест (после Альфы Южного Креста) и девятнадцатая по яркости звезда в ночном небе. Собственное имя Бекрукс составлено из обозначения Байера β и латинского названия созвездия Crux.
Находится на расстоянии 280 световых лет от Солнца.
В 1957 году немецкий астроном Вульф-Дитер Хайнц обнаружил, что Бекрукс — спектрально-двойная звезда с компонентами, которые находятся слишком близко вместе, чтобы разрешить их с помощью телескопа.
Основной компонент β Cru A является массивной переменной звездой класса Бета-цефеиды. Её масса в 16 раз больше солнечной, и температура поверхности 27 000 K.
В 2021 году были опубликованы уточнённые данные по звезде, совместно полученные астрономами Австралии, Соединённых Штатов Америки и Европы на основе 13-летних наблюдений. По этим данным её масса равна 14,5±0,5 масс Солнца, возраст около 11 миллионов лет, а конвективное ядро составляет ~28 % всей массы.
Результат был получен путём совмещения измерений, произведённых на основе астросейсмологии, изучения регулярных движений звезды и поляриметрии (измерении ориентации поляризации света). В частности, астросейсмологические измерения основывались на регистрации сейсмических волн, отражающихся внутри звезды и вызывающих измеримые изменения в поляризации света. Ввиду малости эффекта в Университете Нового Южного Уэльса (UNSW) был специально построен рекордный поляриметр, установленный в обсерваториях Сайдинг-Спринг и Пенрит Университета Западного Сиднея. Также использовались космические измерения интенсивности света со спутников НАСА WIRE и TESS и 13-летняя наземная спектроскопия высокого разрешения Европейской южной обсерватории, что в совокупности обеспечило получение новых данных. На сегодняшний день это наиболее массивная звезда, чей возраст удалось определить на основе астросейсмологии.
Подробно исследования были опубликованы в журнале Nature Astronomy.
Звезда изображена на флагах Австралии, Бразилии, Новой Зеландии, Папуа — Новой Гвинеи и Самоа.